# Haro
哈囉（Haro），是從機動戰士GUNDAM開始的GUNDAM系列作品中出現的架空寵物用機器人。由大河原邦男設計，原本要用作《無敵鋼人泰坦3》中的小型修理用機器人，但在監督富野由悠季的決定下在GUNDAM出場。（《泰坦3》中，哈囉作為修理機械人的角色，後來為《機動戰士GUNDAM 00》所沿用。）
原本的造型是黃綠色的球體，在其他紀元的高達系列，如在《SEED》系列（宇宙紀元）和《機動戰士GUNDAM 00》（西元）等多個年號中，也有同形但顏色不同的哈囉登場。
除了ACG作品裡的哈囉，在現實中作為吉祥物，也有許多哈囉商品存在。

## 宇宙世紀中的哈囉
機動戰士GUNDAM
在初代GUNDAM劇中哈囉是阿姆羅·雷自行製作的具基本應答會話人工智能的寵物機器人，在第一話就登場，之後在艦上充當三位小朋友的玩伴，移動方式有如球般的滾來滾去，彈來彈去如翅膀般擺動上部的蓋子並彈跳跟伸出四肢走動。
機動戰士Z GUNDAM
由於阿姆羅及白色基地在一年戰爭後一度成為頗受歡迎的傳奇，因此有廠商在戰後生產了商品化的哈囉；卡密兒·維丹在月面的废物堆中无意发现了哈囉。卡缪将其修复后又成了阿伽玛号上两个孩子的玩伴。（剧场版中被改为从补给品中找到）
量產品與阿姆羅自製品不同之處在於，取消了伸縮內藏的四肢。改為可從中央（口部）打開成為手提式電腦的型態。
機動戰士GUNDAM ZZ
在前作《Z GUNDAM》中的哈囉在本作中继续出现。
機動戰士GUNDAM 逆襲的夏亞
阿姆羅把第三代哈囉送給哈薩衛，及後哈薩衛帶著哈囉潛入拉·凱拉姆。
機動戰士GUNDAM UC
巴納吉擁有的是80年代的量產玩具，軟體經過修改可以發出多種的聲音或模仿警報音等。
機動戰士V GUNDAM
陪著胡索·艾賓，有著電擊槍和偷拍用攝影機的哈囉。
機動戰士Gundam GQuuuuuuX
哈囉繼續活躍，但因為阿寶到第九集仍然未登場，所以未知道是誰發明的。但主角的天手(女性)意外拾獲的，並無意中使它起動了本來未解鎖機體的各種機能。

### 機動戰士鋼彈桑
在《機動戰士鋼彈桑》早期的四格漫：有著露出白牙的哈囉，因模樣極其恐怖（類似於《新世紀福音戰士》的EVA爆走），被阿姆羅亂棒打爆。
後期四格漫的固定角色：哈囉的球體裡隱藏著一個壯漢，只會伸出部分的手腳。因為長期在外工作老婆鬧離婚、兒子進入叛逆期，因而相當的憂鬱。卻又要白色基地眾成員面前裝可愛。只有布萊德艦長知道他的秘密與艱苦。（馬茜曾偷聽到一部分）

## C.E.紀元中的哈囉
機動戰士高達SEED
原本是阿斯蘭·薩拉所設計的小型機器人，大小跟一顆鉛球相當，上方的耳朵可由拍動以飛行，四肢也可以伸出來，嘴巴可以打開（內藏鍵盤以供調整哈囉的各項機能）。阿斯蘭曾將他所製造的粉紅色哈囉送給原本的未婚妻拉克絲·克萊因，此後粉紅色哈囉就一直跟在拉克絲身邊。
除了原本的粉紅色哈囉之外，在廣告動畫中也走出現多隻其他顏色的哈囉。
在第20话“平穩的日子”（おだやかな日に）中，出现过一群不同颜色的哈囉一起欢迎阿斯兰的镜头。
機動戰士高達SEED DESTINY
奉札夫特議長吉伯特·杜蘭朵之命假扮拉克絲的蜜雅·坎貝爾也有一隻紅色哈囉。另外札夫特在攻陷地球軍「羅安格林砲台」後的勞軍大會上，從天而降的粉紅色薩克戰士的肩部護甲也漆有紅色哈囉的圖案，成為蜜雅勞軍演唱會的焦點。
由杜蘭朵秘密指派的暗殺小隊潛入拉克絲住所企圖行刺時，觸動了她的粉紅色哈囉，在屋內到處彈跳叫喊，驚醒了基拉、瑪露·拉美雅斯、安德魯·包撲菲杜等人，得以趕及帶同拉克絲逃離至並展開防衛行動。自由高達被秘密回收並修復後，機庫兩道鑰匙皆藏在粉紅色哈囉中，直至暗殺隊出動MS攻擊大宅，拉克絲才取出鑰匙讓基拉駕駛自由高達擊倒暗殺隊MS。

## A.G.紀元中的哈囉
在《機動戰士高達AGE》里，哈囉是高達AGE-1的駕駛員菲利特·明日野製造的含有初等AI的球狀淺綠色機器人，籃球大小，未設置手腳，上方耳朵可拍動，平時行走靠自身彈跳完成。內含電腦，可配合AGE系統使用，以積累AGE高達的戰鬥數據。

## 復興紀元
哈囉也是常見的道具。

## 星元
水星的魔女中廣泛使用外，尚有作為電腦或手機中軟件圖像用。

## 其他作品遊戲中的哈囉
SD鋼彈FORCE
在作品中的哈囉長官是人身但頭部是哈囉造型的角色。
SD高達G世代系列
在遊戲《SD高達G世代》系列中（下稱《G世代》），有被稱為哈囉的原創機體。擁有壓倒性戰鬥能力的機體，在第一作《G世代》是最強的機體，被稱為「圓形惡魔」，外觀跟寵物機器人哈囉一樣，但是是擁有鑽頭爪（ドリルクロー）和擴散泡泡（拡散バブル）等強力武裝的MA。在續作中陸續登場了後繼型的精神感應哈囉（サイコ・ハロ，Psycho Haro）、神哈囉（ゴッド・ハロ），在以《SEED》為主軸的《SD高達G世代SEED》有各色哈囉登場，最強的粉紅哈囉（ピンクハロ）還會使用鳥衛星（就是原作中阿斯兰送基拉的那隻机器鸟，攻擊時還會托利托利的叫）等武器攻擊。

## 外部連結
- GBハロボッツ
- ハロボッツ ロボヒーローバトリング!!
- ハロボッツ アクション!!（页面存档备份，存于）
- 高達情侶裝 Haro做主角
- 高達 HARO　變身扭計骰（页面存档备份，存于）